# C. Kevin Boyce
Charles Kevin Boyce (* 1974) ist ein US-amerikanischer Paläobotaniker.
Boyce studierte am Caltech, an dem er 1995 Bachelor-Abschlüsse in Biologie und Literatur (er befasste sich besonders mit Geoffrey Chaucer) erhielt. 1999 bis 2001 war er Predoctoral Fellow der Carnegie Institution. 2001 wurde er an der Harvard University in Evolutionsbiologie promoviert. Sein Dissertationsthema trug den Titel Leaves, lignin, and the evolution of novel organ and cell types in early land plants. Als Post-Doktorand war er bis 2003 am NASA Astrobiology Institute. 2003 wurde er Assistant Professor und später Associate Professor an der University of Chicago. Seit 2013 ist er Associate Professor an der Stanford University.
In der Würdigung der MacArthur Foundation wurden insbesondere seine Beiträge zur Paläoökologie von Pflanzen und deren Einfluss auf das Klima der Vergangenheit und seine interdisziplinäre Zusammenarbeit mit Kollegen aus Geochemie, Klimaforschung und Pflanzenphysiologie, die zur Klärung der Entwicklung wesentlicher anatomischer Komponenten von Pflanzen beitrugen, hervorgehoben. Dabei benutzte er Methoden der Röntgenmikroskopie und -spektroskopie, um Fossilien bis zur zellularen Ebene mikroskopisch zu untersuchen. Beispielsweise wies er eine Erhöhung der Dichte der Blattadern bei Angiospermen nach, die zu höherem Wassertransport und -umsatz führten, mit Auswirkung auf die Entwicklung von Regenwäldern in den Tropen. Die Erhöhung der Dichte der Blattadern war eine Anpassung an eine Klimaerwärmung, die zum Siegeszug der Angiospermen vor 100 Millionen Jahren beitrug. Er forscht auch daran, wie erhöhter Kohlendioxid-Gehalt in der Erdvergangenheit und Zukunft sich auf die Pflanzenevolution auswirkt.
2013 wurde er MacArthur Fellow. 2011 wurde er Fellow der Paleontological Society. 2011 erhielt er den  Charles Schuchert Award und 2012 den W. S. Cooper Award der Ecological Society of America. Seit 2004 ist er mit dem Field Museum of Natural History in Chicago verbunden. 2006/07 stand er der Sektion Paläobotanik der Botanical Society of America vor.

## Schriften
- mit T. J. Brodribb, T. S. Feild, M. A. Zwieniecki: Angiosperm leaf vein evolution was physiologically and environmentally transformative, Proc. Royal Society B, Band 276, 2008, S. 1771–1776
- mit Maciej Zwienicki, George Cody, Chris Jacobsen, Sue Wirick, Andrew Knoll, N. Michele Holbrook: Evolution of xylem lignification and hydrogel transport regulation, Proc. Nat. Acad. Sci. USA, Band 101, 2004, 17555–17558
- mit Andrew Knoll: Evolution of developmental potential and the multiple independent origins of leaves in Paleozoic vascular plants, Paleobiology, Band 28, 2002, S. 70–100
- mit J.-E. Lee: An exceptional role for flowering plant physiology in the expansion of tropical rainforests and biodiversity, Proc. Roy. Soc. B, Band 277, 2010, S. 3437–3443
- Patterns of segregation and convergence in the evolution of fern and seed plant leaf morphologies, Paleobiology, Band 31, 2005, S. 117–140

## Belege
1. ↑  Paleobotanist C. Kevin Boyce, NPR vom 25. September 2013, abgerufen am 8. Oktober 2018

| Personendaten    | Personendaten                             |
| ---------------- | ----------------------------------------- |
| NAME             | Boyce, C. Kevin                           |
| ALTERNATIVNAMEN  | Boyce, Charles Kevin (vollständiger Name) |
| KURZBESCHREIBUNG | US-amerikanischer Paläobotaniker          |
| GEBURTSDATUM     | 1974                                      |